# 马托 (奥布省)
马托（法語：Mathaux，法語發音：[mato]）是法国奥布省的一个市镇，属于奥布河畔巴尔区。

## 地理
马托（48°22'15"N, 4°28'42"E）面积12.44 平方千米，位于法国大東部大區奥布省，该省份为法国中北部省份，北起马恩省，西接塞纳-马恩省，西南至约讷省，东南至科多尔省，东临上马恩省。
与马托接壤的市镇（或旧市镇、城区）包括：奥布河畔布兰库尔、布雷沃讷、旧布列讷、布列讷堡、佩勒和代尔、拉东维利耶。

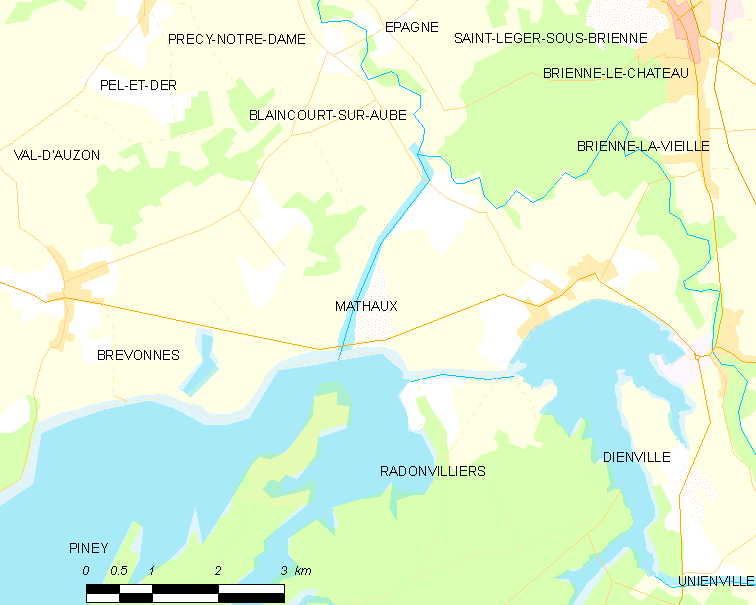
的OSM定位图

马托的时区为UTC+01:00、UTC+02:00（夏令时）。

## 行政
马托的邮政编码为10500，INSEE市镇编码为10228。

## 政治
马托所属的省级选区为布列讷堡县。

## 人口

1962-2008年间人口变化图示

马托于2022年1月1日时的人口数量为212人。